# Kateřina Sasko-Lauenburská
Kateřina Sasko-Lauenburská (švédsky Katarina av Sachsen-Lauenburg ; 24. září 1513, Ratzeburg – 23. září 1535, Stockholm) byla jako první manželka švédského krále Gustava I. Vasy švédská královna v letech 1531–1535.

## Biografie

### Původ, mládí
Narodila se jako dcera Magnuse I. (1480–1543), vévody sasko-lauenburského, a jeho manželky Kateřiny († 1563), dcery Jindřicha IV., vévody brunšvicko-lüneburského. Její starší sestrou byla Dorotea Sasko-Lauenburská, dánská a norská královna.

### Manželství
24. září roku 1531 se ve stockholmské katedrále – kostele sv. Mikuláše provdala za švédského krále Gustava I. Vasu. Než se Gustav I. Vasa s princeznou Kateřinou oženil, ucházel se neúspěšně o ruku Kristiny Gylerster, vdovy po Stenu Sturovi mladším, regentu Švédska v letech 1512–1520. Stejně tak námluvy, o které se pokoušel v Dánsku, Polsku, Meklenbursku či Pomořansku, se nesetkaly s úspěchem. Nakonec se pětatřicetiletý Gustav oženil s Kateřinou, dcerou vévody Magnuse I., vládce relativně malého vévodství Sasko-Lauenbursko, ležícího mezi Hamburkem a Lübeckem. Svatba se konala v den nevěstiných 18. narozenin.
Literatura popisuje Kateřinu jako manželku vrtošivou, náladovou a neustále kritizující vše švédské; její manželství s Gustavem pak jako nezdařilé a nešťastné, plné konfliktů. Král však považoval sňatek za velmi výhodný po stránce politické: Kateřina byla spřízněna s dynastií Folkungů, panující ve Švédsku v 13. a 14. století; navíc díky tomuto spojení mohl navázat důležité kontakty s vládci severního Německa, stejně jako upevnit dobré vztahy s Dánskem přes Kateřininu sestru Doroteu, manželku dánského následníka trůnu prince Kristiána, pozdějšího dánského krále Kristiána III.
Z manželství Kateřiny a Gustava se narodilo jediné dítě, syn:
- Erik (13. prosince 1533 – 26. února 1577), jako Erik XIV. švédský král v letech 1560–1568, byl psychicky nemocný a v roce 1568 byl svržen svým nevlastním bratrem z trůnu, Erik dožil ve vězení na hradě Örbyhus

### Smrt
V září roku 1535 se Kateřina, těhotná s druhým dítětem, účastnila plesu, pořádaného na stockholmském hradě na počest přijetí dánského prince Kristiána. Slavnost měla být demonstrací podpory v jeho úsilí o dánskou korunu. Při tanci královna upadla a utrpěla blíže nespecifikovaný úraz. V důsledku vzniklých komplikací (kromě jiného i předčasně porodila) 23. září, v předvečer svých 22. narozenin zemřela.
Gustavovi političtí odpůrci rozšiřovali pomluvy o tom, že král způsobil Kateřininu smrt poraněním hlavy nějakým ostrým předmětem. Současné výzkumy jejích ostatků tyto domněnky vyvrátily.
Kateřina byla pohřbena 1. října roku 1535 ve stockholmské katedrále. Po smrti jejího manžela bylo její tělo 21. prosince roku 1560 uloženo v Gustavově kapli v uppsalské katedrále po jeho pravém boku; z druhé strany byla uložena jeho druhá manželka, Kateřinina nástupkyně Markéta Eriksdotter Leijonhufvud.

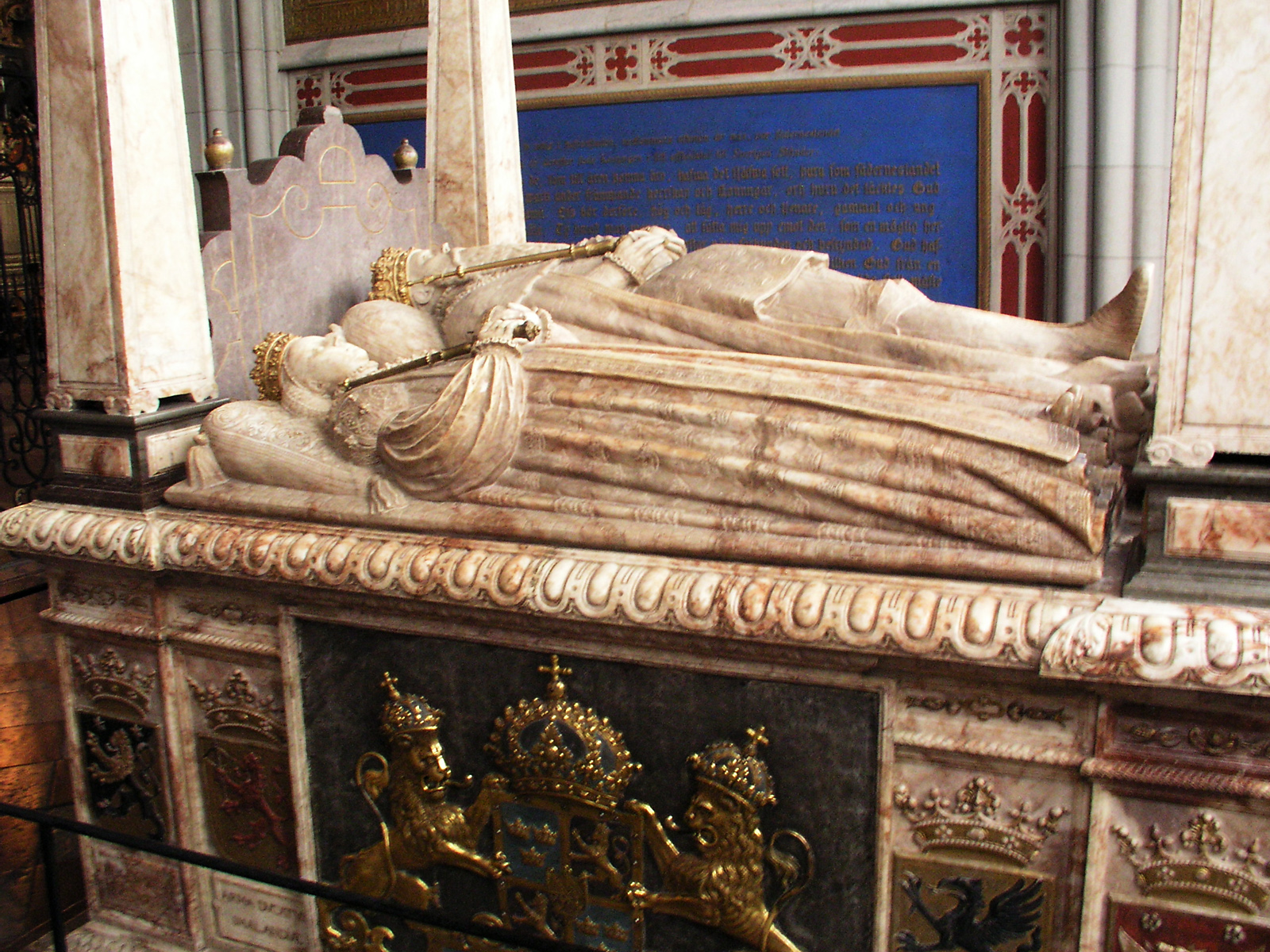
Náhrobek Gustava I. Vasy a jeho prvních dvou manželek v katedrále v Uppsale